# Erasmo Boiardi
Erasmo Boiardi (31 luglio 1932 – Velletri, 8 febbraio 2010) è stato un politico e pedagogista italiano. Dirigente Nazionale del Partito Socialista Italiano, fu il fondatore e secondo presidente dell'Associazione Falchi Rossi Italiani (AFRI).

## Biografia
Erasmo Boiardi figlio di una famiglia operaia e socialista: la madre lavorava al calzaturificio e suo padre alle Reggiane come tecnico modellista. Anche gli zii paterni (Erasmo, Roberto e Prospero) erano socialisti. Lo zio Erasmo, segretario della Sezione Socialista di Rivalta venne assassinato dai fascisti nel 1930. Fu aggredito e, dopo poco tempo, morì in seguito alle lesioni polmonari riportate. Poiché il nipote nacque a poco più di un anno dalla sua morte, gli venne dato il suo nome. I primi approcci con la politica il giovane Erasmo li ebbe a scuola, quando frequentava l'Istituto Tecnico Industriale. In particolare, gli rimase impresso Il Calendario del Popolo, rivista della quale curava la diffusione e che si dimostrò per lui un importante strumento per una revisione critica della storia dopo il Ventennio, e di impostazione della nuova Italia democratica. Dopo la scuola, nel 1949, entrò a far parte della Commissione Giovanile provinciale Socialista di Reggio Emilia (all'epoca diretta da Claudio Davoli), in qualità di responsabile dell'AFRI di Reggio Emilia, l'organizzazione dei giovanissimi del PSI. In questa veste organizzò molte attività che erano tipiche dei "falchi e delle falchette": doposcuola, gare di calcio, varie attività ricreative e formative sempre collegate al PSI. 
L'AFRI delle origini fu diretta a Roma dal reggiano Luciano Borciani (responsabile dell'Associazione Falchi Rossi Italiani) e successivamente dallo stesso Erasmo Boiardi. Sotto la direzione di quest'ultimo l'organizzazione superò, nei primi anni '50, i trentamila iscritti, con una presenza abbastanza estesa sul territorio nazionale. L'AFRI, successivamente, aderì all'Associazione Pionieri Italiani. Le due organizzazioni conducevano da tempo attività comuni nell'ambito della politica dei due maggiori partiti della sinistra. Dopo un anno di intensa attività in città e in provincia nell'organizzazione dell'AFRI Erasmo Boiardi, non ancora diciottenne, venne chiamato a Roma, nel maggio del 1950, a collaborare con Luciano Borciani che era in procinto di lasciare quell'incarico per passare alla Federazione Giovanile Socialista Italiana. Poco dopo, lo stesso Erasmo Boiardi sostituirà Luciano Borciani divenendo segretario nazionale dell'AFRI. L'AFRI operava nell'ambito della Commissione Centrale Giovanile del PSI.
I suoi più stretti collaboratori furono Pierino D'Attone e Dante Bernoldi.
Nel gennaio del 1952, per decisione della Segreteria nazionale del PSI, molti dei componenti della Commissione Nazionale Giovanile vennero inviati a ricoprire incarichi decentrati presso sedi politicamente importanti e nelle situazioni più difficili. Erasmo Boiardi si vide, pertanto, repentinamente catapultato in Piemonte, designato a ricoprire la responsabilità provinciale e regionale della Federazione Giovanile Socialista Italiana. La politica unitaria con il PCI fu combattuta in tutti i modi dalle classi dominanti, nei settori pubblici come in quelli privati, attraverso discriminazioni, licenziamenti, emarginazioni e ogni forma intimidatoria ancora tutta da storicizzare. 
(Erasmo Boiardi)
Nel settembre del 1954, viene richiamato a Roma e designato membro della Segreteria Nazionale Giovanile, con la responsabilità dell'organizzazione. Questo incarico gli venne successivamente confermato nei Congressi nazionali giovanili di Perugia (1955) e Salerno (1957). A Salerno venne anche nominato Vice segretario nazionale della Federazione Giovanile Socialista Italiana, incarico che mantenne fino al Congresso nazionale di Reggio Emilia del 1961. Da quel momento i suoi rapporti con l'AFRI si rallentarono. L'esperienza stava esaurendosi.
Nel frattempo era entrato nel Comitato Centrale del PSI al XXX Congresso nazionale del Partito (Torino, 1955) e, successivamente riconfermato al Congresso di Venezia del 1957, per retrocedere poi a membro supplente al Congresso di Napoli nel 1959, a seguito della perdita della maggioranza da parte della Sinistra del partito.
Ha fatto parte dal 1962 del Comitato Nazionale della Sinistra del PSI e dal 1964 ha partecipato alla costituzione del PSIUP attraverso responsabilità diverse e come membro del Comitato Centrale.
Nel 1967 fu tra i promotori della costituzione della Federazione italiana dei lavoratori emigrati e famiglie e, con la presidenza di Carlo Levi, fu membro della Segreteria nazionale della medesima. Scrive articoli per la rivista Emigrazione fondata da Carlo Levi ed edita dalla Filef (1969-2001).
Nel PSIUP svolse un ruolo particolare. Apparteneva infatti a quella posizione politica che si proponeva, all'indomani del fallimento dell'unificazione tra il PSI e il PSDI, di ricostruire una forza socialista di sinistra nel vecchio PSI. Con il crollo elettorale che il PSIUP registrò alle politiche del 1972, assieme ad un gruppo di compagni che non condivideva la linea prevalente della confluenza nel PCI, optò per il PSI.
Al Congresso di Genova fu cooptato nel Comitato Centrale del PSI, unitamente ad altri compagni del disciolto PSIUP, e gli fu attribuita una responsabilità centrale di lavoro verso i ceti medi del commercio, dell'artigianato e della piccola e media impresa.
Nel PSI, quando Bettino Craxi sostituì Francesco De Martino, nel 197 alla segreteria del PSI, venne repentinamente allontanato dagli organi centrali del Partito. Assunse una responsabilità "esterna", quella di segretario dell'Istituto "Fernando Santi". L'Istituto, struttura collaterale del PSI, svolgeva attività nel campo dell'emigrazione e immigrazione, nonché attività di ricerca sui temi del lavoro e della formazione professionale. Assume come referente del PSI anche la direzione dei periodici Avanti Europa e poi Avanti nel Mondo, pubblicazioni dell'Istituto diffuse prevalentemente all'estero. Fu segretario dell'Istituto fino al luglio 1988. Assunse poi, fino al 1992, una responsabilità nel settore delle politiche comunitarie della direzione, realizzando, con la collaborazione di studiosi ed esperti, alcune ricerche nei settori tradizionalmente forti della realtà italiana quali il commercio, l'artigianato e la piccola e media impresa, in vista del processo di integrazione europeo.
Mori a Velletri l'8 febbraio 2010.

## Pubblicazioni
- Direttore Responsabile della Rivista Economia & Lavoro
- Erasmo Boiardi, Lega l'emigrante dove vuole il padrone. Voto degli italiani all’estero - Chi controlla la regolarità del voto - Le riserve delle Confederazioni sindacali Archivio Senato della Repubblica su L'Astrolabio n. 4 p. 22, 1977.[4]
- Archivio Storico Senato della Repubblica, Corrispondenza varia tra Francesco De Martino, Erasmo Boiardi e altri.[5]
- Fondazione di Studi Storici "Filippo Turati", Movimento giovanile Socialista Federazione dei Giovani Socialisti.[6]
- L'Almanacco n. 29 e 30, dicembre 1997[7]
- Incontro sull'emigrazione "Convergenze Politiche", 28 ottobre 1983.[8]
- Opuscolo dell’AFRI, La guida del capo stormo.[9]

## Pensiero politico
(Erasmo Boiardi)
(Erasmo Boiardi, 1996)
Scrive che furono "anni davvero duri e difficili per la ricostruzione del PSI, messo in crisi dalle due scissioni socialdemocratiche (Giuseppe Saragat e poi quella minore di Giuseppe Romita) e dalle ventate reazionarie e conservatrici che accompagnarono la ricostruzione della società italiana.